# Дача-музей А. С. Новикова-Прибоя
Да́ча-музе́й Алексе́я Си́лыча Но́викова-Прибо́я — культурно-просветительское учреждение, расположенное в Пушкинском районе Московской области в посёлке Черкизово на бывшей даче писателя.

## История дачи
В марте 1930 года Алексей Силыч поделился с другом — Петром Семёновичем Парфёновым, дипломатом и писателем, где можно спокойно работать. Семья Парфёнова жила в Тарасовке (пер. Радио, 11), и однажды, будучи у них в гостях, Новиков-Прибой с женой и хозяева дома пошли на прогулку по окрестностям. И тут они вышли к высокому берегу реки Клязьмы. Открывшаяся панорама оказалась такой красивой, что все остановились и долго стояли молча. Тишину нарушил Алексей Силыч: — Здесь, только здесь будем строить дачу, правда, Мария? — обратился он к своей жене и, повернувшись к Петру Семёновичу и Антонине Алексеевне, обрадованно сказал: — Ну, Парфёновы, уважили вы моё русское сердце и морскую душу!
Почти год ушёл на хлопоты о выделении земельного участка. Мытищинский районный исполнительный комитет наконец разрешил строительство дома и разведение фруктового сада. А. С. Новикову-Прибою отвели часть участка, примыкавшего к бывшей даче московского фабриканта Д. П. Бахрушина. В 1934 году дом был построен. Здесь бывали Алексей Толстой, Михаил Пришвин, Александр Фадеев, Фёдор Гладков, Леонид Леонов и многие другие известные личности.
Живя на даче, Алексей Силыч написал вторую книгу «Цусимы», начал работать над романом «Капитан 1 ранга», время от времени возвращался к задуманному им раньше под влиянием М. М. Пришвина охотничьему роману «Два друга».

## Дом и экспозиция музея
Внешний и внутренний вид дома не подвергся никаким переделкам и полностью сохранился до наших дней. В 1966 году краеведы из Пушкинского отделения ВООПиК установили на нём памятную доску:
```
                                   В этом доме 
                                  жил и работал 
                                     писатель 
                                  Алексей Силыч 
                                  Новиков-Прибой
                                   1934 - 1944
```

В 1969 году создан частный мемориальный музей, которым заведует дочь писателя Ирина Алексеевна Новикова. На втором этаже дома разместилась его экспозиция.
- Зал № 1 — холл, здесь размещена мемориальная экспозиция.
- Зал № 2 — основная экспозиция (фотографии родных и друзей писателя, книги, сувениры, памятные подарки, часть обширной переписки Алексея Силыча с ветеранами-цусимцами и с читателями его произведений).
- Зал № 3 — Кабинет А. С. Новикова-Прибоя. Уже многие годы сохраняется такой, какой была при его жизни. Возле окна, из которого видны Клязьма, заливной луг на её противоположном берегу и лес, стоит светлого дерева небольшой однотумбовый письменный стол, обитый сверху коричневой клеёнкой. На нём присланная из Германии портативная пишущая машинка «Корона», самодельный светильник-«коптилка» из плоской консервной банки, стеклянная чернильница, школьная деревянная ручка со стальным пером, писчая бумага. Около стола находится стул с изогнутой спинкой и твёрдым сиденьем. Слева в углу большая самодельная четырёхуровневая полка с книгами по морскому делу и садоводству, различные справочники, несколько томов словаря Брокгауза и Ефрона, энциклопедии, журналы об охоте. Справа от стола узкая железная кровать и над ней барометр в деревянной резной оправе. У входной двери с одной стороны кирпичная плита на две конфорки, с другой — застеклённый шкаф с книгами, подаренными друзьями—писателями и поэтами. Интерьер завершают обитые зелёным бархатом стулья с тонкими спинками и ножками.
- Веранда

Первый этаж дома — жилой, здесь проживает Ирина Алексеевна с мужем Александром Николаевичем Стрижёвым и их семьёй.

## Сад
Алексей Силыч всегда мечтал иметь сад, и когда появился дом, он написал Ивану Мичурину письмо, в котором просил прислать ему разные породы плодовых деревьев, кустарников и даже бахчевых культур.
В саду были выращены великолепные яблони, которые 1978 году, к сожалению, вымерзли. Из посадок писателя сохранились крыжовник «Чёрный мавр» и огромная актинидия, которая очень долго и трудно приживалась в саду. Сохранившаяся беседка писателя в саду до сих пор обвивает лиана актинидия коломикта, которую Алексей Силыч привёз незадолго до Великой Отечественной войны из Уссурийска. Она до сих пор плодоносит крупными зелёными ягодами.

## Интересные факты
- Музею посвящён один из стендов краеведческого фонда в Черкизовской библиотеке-филиале имени Д. Б. Кедрина.

## Галерея

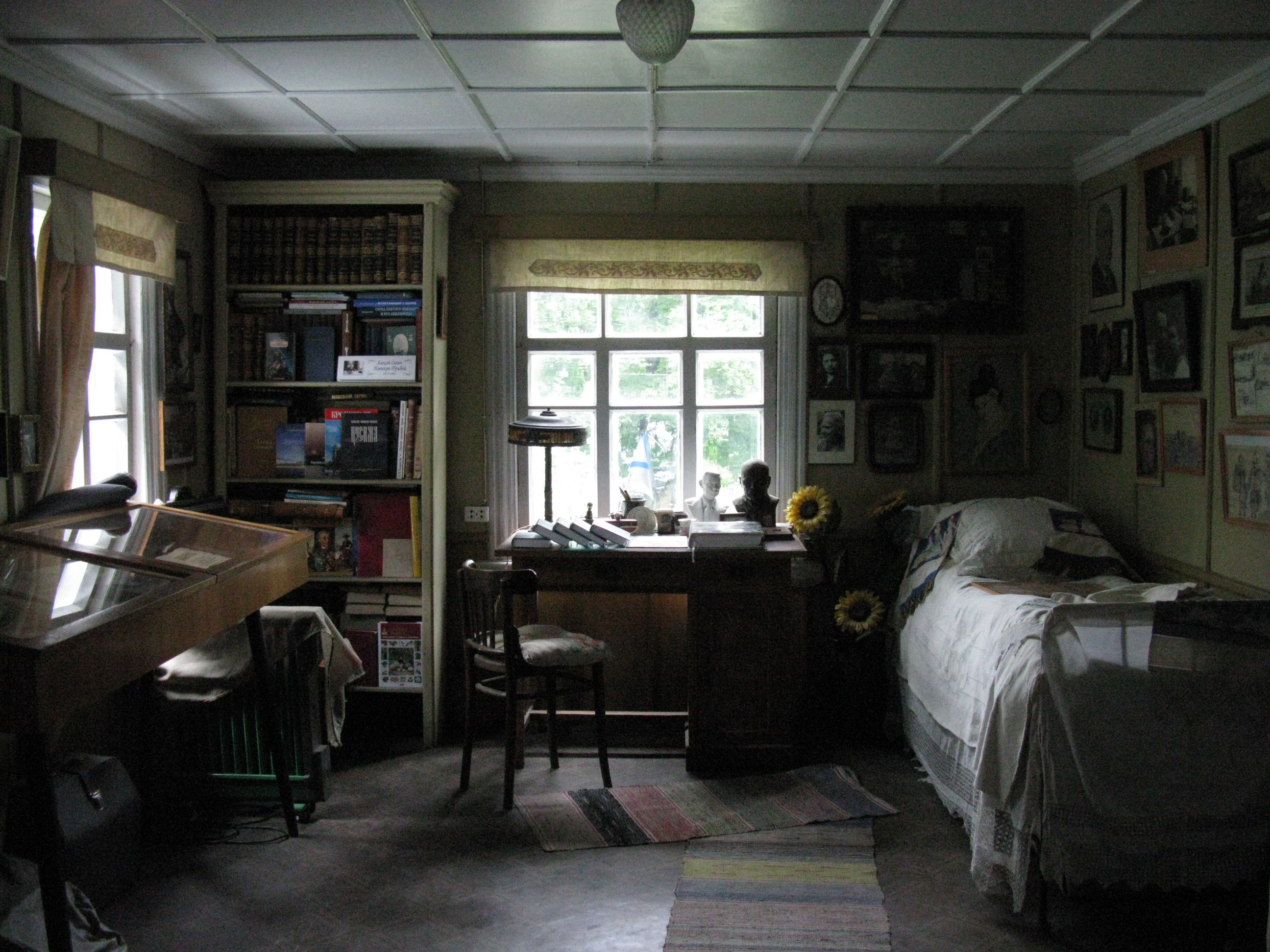
Кабинет А. С. Новикова-Прибоя.